# Hermetia reinhardi
Hermetia reinhardi är en tvåvingeart som beskrevs av James 1935. Hermetia reinhardi ingår i släktet Hermetia och familjen vapenflugor.
Artens utbredningsområde är Texas. Inga underarter finns listade i Catalogue of Life.